# دیوید فرناندز (بازیکن فوتبال، زاده ۱۹۷۶)
دیوید فرناندز (انگلیسی: David Fernández؛ زادهٔ ۲۰ ژانویهٔ ۱۹۷۶) بازیکن فوتبال اهل اسپانیا است.
از باشگاه‌هایی که او در آن بازی کرده‌، می‌توان به باشگاه فوتبال داندی یونایتد، باشگاه فوتبال دپورتیوو لاکرونیا، باشگاه فوتبال کیلمارنوک، باشگاه فوتبال سلتیک و باشگاه فوتبال سویا اشاره کرد.